# Nomopleus
Nomopleus is een geslacht van kevers uit de familie  
kniptorren (Elateridae).
Het geslacht is voor het eerst wetenschappelijk beschreven in 1891 door Candèze.

## Soorten
Het geslacht omvat de volgende soorten:
- Nomopleus argentatus (Candèze, 1863)
- Nomopleus elongatus Schwarz, 1902
- Nomopleus guerini Candèze
- Nomopleus insularis Candèze, 1889